# Sète Agglopôle Méditerranée
Sète Agglopôle Méditerranée ist ein französischer Gemeindeverband mit der Rechtsform einer Communauté d’agglomération im Département Hérault in der Region Okzitanien. Er wurde am 1. Januar 2017 gegründet und umfasst 14 Gemeinden. Der Verwaltungssitz befindet sich im Ort Frontignan.

## Historische Entwicklung
Der Gemeindeverband entstand mit Wirkung vom 1. Januar 2017 durch die Fusion der Vorgängerorganisationen
- Communauté d’agglomération du Bassin de Thau (vor 2017) und
- Communauté de communes du Nord du Bassin de Thau.

Trotz der Namensgleichheit mit der Vorgängerorganisation handelte es sich um eine Neugründung mit anderer Rechtspersönlichkeit.
Seit September 2017 trägt der Gemeindeverband den aktuellen Namen anstelle des Namens Communauté d’agglomération du Bassin de Thau bei seiner Gründung.

## Mitgliedsgemeinden
| Gemeinde                    | Einwohner 1. Januar 2022 | Fläche km² | Dichte Einw./km² | Code INSEE | Postleitzahl |
| --------------------------- | ------------------------ | ---------- | ---------------- | ---------- | ------------ |
| Balaruc-le-Vieux            | 2.749                    | 5,92       | 464              | 34024      | 34540        |
| Balaruc-les-Bains           | 7.136                    | 8,66       | 824              | 34023      | 34540        |
| Bouzigues                   | 1.613                    | 3,05       | 529              | 34039      | 34140        |
| Frontignan                  | 23.788                   | 31,72      | 750              | 34108      | 34110        |
| Gigean                      | 6.559                    | 16,56      | 396              | 34113      | 34770        |
| Loupian                     | 2.179                    | 16,00      | 136              | 34143      | 34140        |
| Marseillan                  | 8.047                    | 51,71      | 156              | 34150      | 34340        |
| Mèze                        | 12.711                   | 34,59      | 367              | 34157      | 34140        |
| Mireval                     | 3.301                    | 11,05      | 299              | 34159      | 34110        |
| Montbazin                   | 2.903                    | 21,13      | 137              | 34165      | 34560        |
| Poussan                     | 6.540                    | 30,08      | 217              | 34213      | 34560        |
| Sète                        | 45.090                   | 24,21      | 1.862            | 34301      | 34200        |
| Vic-la-Gardiole             | 3.413                    | 18,49      | 185              | 34333      | 34110        |
| Villeveyrac                 | 3.953                    | 37,12      | 106              | 34341      | 34560        |
| Sète Agglopôle Méditerranée | 129.982                  | 310,29     | 419              | –          | –            |